# 보다스 데 오디오
《보다스 데 오디오》(스페인어: Bodas de odio)은 1983년 방영된 멕시코의 텔레노벨라이다.